# Micropigoides
Els micropigoides (Micropygoida) són un ordre d'equinoïdeus que inclou només dues espècies actuals. Es troben a la regió indo-pacífica.

## Característiques
Són eriçons força aplanat i tenen espines buides, curtes i afilades, que són properes entre si.

## Taxonomia
L'ordre Micropygoida inclou una sola família amb un gènere fòssil i un d'actual:
Família Micropygidae Mortensen, 1903
- Gènere Kierechinus Philip, 1963 †
  - Kierechinus melo (Kier, 1957) † - Eocè Inferior (Ipresià)
- Gènere Micropyga A. Agassiz, 1879
  - Micropyga tuberculata A. Agassiz, 1879
  - Micropyga violacea de Meijere, 1903